# Кеннебек (река)
Кеннебек (англ. Kennebec) — река на северо-востоке США, в штате Мэн. Длина — 240 км.
Вытекает из озера Мусхед на высоте 312 м. На реке находятся города Уотервилл, Огаста (административный центр штата) и несколько более мелких городов. Крупнейший приток — Андроскоггин (во время отлива). При впадении реки Себастикук расположен старейший из сохранившихся в стране блокгаузов Форт-Галифакс. Впадает в Атлантический океан.
Река была впервые исследована в 1604—1605 годах французским путешественником Самюэлем Шампленом.